# Önpusztítók
Az Önpusztítók (eredeti cím: Bullet) 1996-ban bemutatott amerikai bűnügyi film, melyet Mickey Rourke és Bruce Rubenstein forgatókönyvéből Julien Temple rendezett. A főbb szerepekben Mickey Rourke, Tupac Shakur és Adrien Brody látható.
A film kultuszfilmmé nőtte ki magát, és a rendező legsikeresebb munkájának tartják.[forrás?]

## Cselekmény
Butch „Bullet” Stein a börtönből kiszabadulva próbál alkalmazkodni a szabad élethez, de ismét a bűnt és a kábítószereket választja. A film az első perctől kezdve előrevetíti Bullet tragédiáját: újra és újra szembe találkozik az egész életére jellemző problémákkal, de mintegy faarccal néz szembe velük.

## Szereplők
| Szerep               | Színész                 | Magyar hang          |
| -------------------- | ----------------------- | -------------------- |
| Butch 'Bullet' Stein | Mickey Rourke           | Szabó Sipos Barnabás |
| Tank                 | Tupac Shakur            | Hankó Attila         |
| Ruby Stein           | Adrien Brody            | Kocsis György        |
| Lester               | John Enos III           | Haás Vander Péter    |
| Sol Stein            | Jerry Grayson           | Makay Sándor         |
| Cookie Stein         | Suzanne Shepherd        | Pásztor Erzsi        |
| Louis Stein          | Ted Levine              | Barbinek Péter       |
| Big Balls            | Donnie Wahlberg         | Balázsi Gyula        |
| Bernard              | Kevin Pinassi           | Szokol Péter         |
| Frankie              | Larry Romano            | Rosta Sándor         |
| Reiner               | Gene Canfield           | Kardos Gábor         |
| Gates                | Ray 'Boom Boom' Mancini | Végh Ferenc          |